# Виктория Хил
Вижте пояснителната страница за други личности с името Виктория.
Виктория Хил (на английски: Victoria Hill) е австралийска актриса, сценарист и продуцент. Дъщеря е на бившия Сенатор – Робърт Хил и Президента на УНИЦЕФ Австралия – Даяна Хил.